# 帕洛斯布蘭科斯
帕洛斯布蘭科斯是玻利維亞的城鎮，由拉巴斯省負責管轄，位於該國西部，距離首府拉巴斯239公里，海拔高度431米，每年平均降雨量約2,000毫米，2010年人口3,746。

## 外部連結
- Instituto Nacional de Estadística de Bolivia